# Migration des papillons
Vous lisez un « bon article » labellisé en 2012.
La migration des papillons est, avec celle des criquets, l'un des types les plus visibles et les plus connus de migrations d'insectes. Comme toute migration animale, il s'agit d'un déplacement, souvent sur de longues distances, à caractère périodique et impliquant un retour (sinon il s'agit d'une colonisation ou d'une invasion).
L'expression de comportements migratoires est confirmée chez plus de trois cents espèces de papillons, principalement tropicales. Pour certaines espèces, la migration est effectuée aller et retour par le même individu mais, le plus souvent, étant donné la faible longévité des imagos, elle est constituée d'une migration primaire et ce sont les descendants de ces migrateurs qui effectuent la migration de retour. La fréquence et la distance des migrations varient grandement selon les espèces ; elles peuvent être annuelles ou occasionnelles, couvrir de grandes distances ou se limiter à une dispersion à partir de l'aire de naissance.

## Étude des migrations

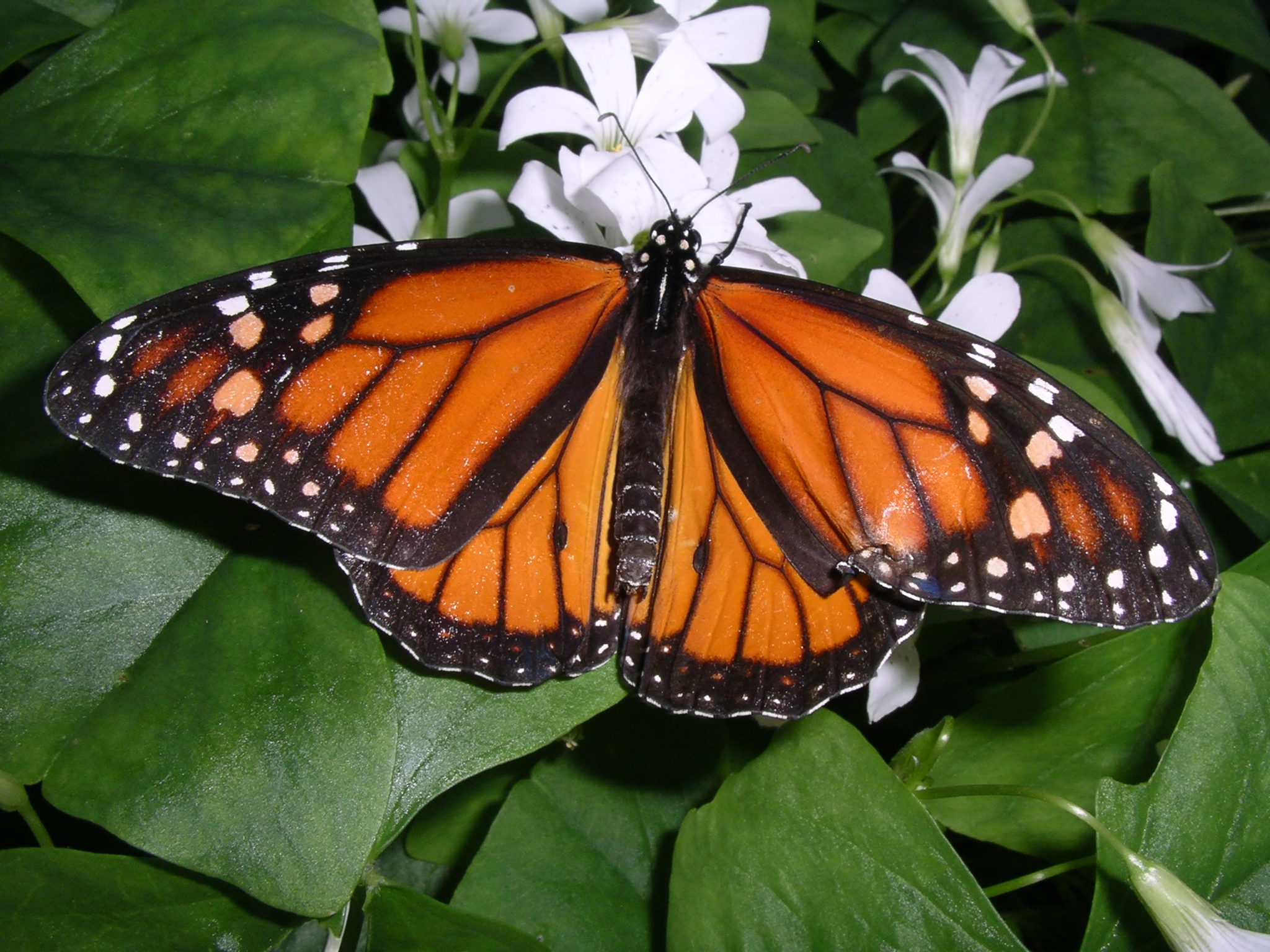
Monarque (Danaus plexippus) le grand migrateur en Amérique

C’est en observant, au XIXe siècle, la présence aux Pays-Bas et au Royaume-Uni de papillons ne pouvant pas survivre aux rigueurs de l’hiver que des entomologistes ont supposé l’existence de migrations chez certaines espèces de lépidoptères.
Les vrais migrateurs seraient donc des papillons présents en un lieu où ils ne pourraient pas survivre aux rigueurs de l’hiver, et c'est sur cette base que Willy Troukens a établi en 1981 le statut de papillon migrateur en Belgique. Néanmoins, dans une population, il est possible d’avoir la présence de papillons autochtones, renforcée saisonnièrement par l’arrivée d'individus migrateurs. De plus, si la distinction entre vrais migrateurs ne pouvant survivre à l'hiver, migrateurs douteux et faux migrateurs peut être pertinente en Belgique, elle est très difficilement applicable en France, où des espèces migrent entre le Sud et le Nord du pays, et pas du tout applicable aux migrations dues à la mousson en Asie.

### Historique des observations
L'observation archivée la plus ancienne date de 1100. Il s'agit d'une migration de papillons, sans doute des Pieridae, allant du royaume de Saxe jusqu'en Bavière. Autre observation dans les Chronicles of Calais in the Reigns of Henry VII and Henry VIII « Le 9 juillet 1508, dans la 23e année du règne du roi Henri VII, un dimanche, un monstrueux essaim de papillons blancs survola Calais, venant du nord et allant vers le sud-est. L'essaim ressemblait à une dense bourrasque de neige, de telle sorte qu'à 4 heures de l'après-midi, on ne distinguait plus la ville de Calais depuis St-Petars » (Saint-Pierre-lès-Calais). Il s'agissait peut-être de Pieris brassicae, qui migre à cette période et dans cette direction.
Ces observations ne se limitent pas à l'Europe. Au Japon, vers 1248, deux migrations de papillons jaunes sont observées le long de la côte, près de Kamakura.
Le 6 décembre 1833, l'équipage du HMS Beagle, qui se trouve alors en Amérique du Sud à l'embouchure du Rio de la Plata, est témoin d'une migration massive de Colias, mais ceux-ci n'étaient pas seuls dans ce nuage de migrants.

Belle-dame (Vanessa cardui), une grande migratrice en Europe

Une migration de belles-dames (Vanessa cardui) du 8 au 10 juin 1826 est restée célèbre : plus de 100 témoignages provenant d'Espagne, de France, d'Italie, d'Allemagne, de Suisse, des Pays-Bas, de Belgique et des îles Britanniques ont été rapportés. Au lac de Neuchâtel, « durant plus de 2 heures, les papillons passèrent, formant un front serré de 3 à 5 mètres, en direction du nord ». Une autre migration exceptionnelle a eu lieu du 3 au 8 juin 1879, en une bande large de 1 kilomètre, des vanesses du chardon qui se reposent le 5 juin près du col du Saint-Gothard, puis repartent pour le lac de Constance et Karlsruhe. Une autre migration importante de belles-dames survolant la Suisse a été rapportée en 1949, un vol continu entre Berne, Berthoud, Langenthal, Zofingue, Aarau, Lenzbourg, Zurich, Gossau, Frauenfeld et le lac de Constance sur un front d’une largeur de 50 km.

### Premières études
Edward Newman le premier soutient que le Marbré de Fabricius (Pontia edusa), le Sphinx du laurier-rose (Daphnis nerii) et l'Azuré porte-queue (Lampides boeticus) peuvent traverser la Manche pour atteindre les îles Britanniques. Puis en 1842, Pierre Marcel Toussaint de Serres dans Des causes des migrations de divers animaux... rapporte la migration en France de différents papillons venant d'Afrique du Nord. Ils ne furent pas crus,.
C'est la publication d'un article intitulé Migration of Butterflies, écrit par Carrington Bonsor Williams et publié dans Entomologists Record puis, en 1925, dans Nature, qui fait la preuve de la migration des papillons. Cet article comportait plus de 1 000 rapports concernant plus de 200 espèces de papillons,.
Au XIXe siècle, les entomologistes anglais et à leur suite les Néerlandais, les Allemands et les Danois ont créé des bureaux d'étude reposant sur un réseau d'observateurs. En 1964, Kurt Harz fonde le Centre allemand d'études pour la migration des papillons, qui couvre toute l'Europe Centrale. Ses travaux publiés dans Atalanta, la revue de l'association, permettent de dessiner une carte des flux migratoires des papillons, même si le trajet de retour demeure incertain.
Les Belges ont fondé leur bureau d'étude en 1984. En France, les études ont commencé pour le Vulcain en 1998, puis pour la Belle-Dame en 2000.

### Méthodes
Actuellement, l'étude des migrations des papillons comporte les comptages visuels, le suivi des échos radar, le marquage et l'étude génétique qui permet de différencier un migrateur d'un autochtone.
En 1996, une migration de Belles-Dames a été suivie dès son départ d'Algérie, et quatre jours plus tard elles étaient arrivées dans le Sud de l'Angleterre.
En Amérique du Nord, les nuages de papillons en migration sont parfois si denses qu'ils sont nettement visibles des radars météorologiques. En 2017, un nuage de papillons d'environ 110 km de large et volant près du sol a été ainsi observé.

## Espèces migratrices
Plus de 300 espèces sont reconnues migratrices mais peu ont été étudiées. Il est possible que d'autres espèces soient migratrices sans que ces migrations aient été décrites ou étudiées. Les espèces répertoriées ci-dessous sont celles dont la migration a été documentée,,,,.

### Migrateurs réguliers
On trouve des espèces migratrices régulières dans toutes les familles de rhopalocères :
- Chez les Papilionidae, le Flambé (Iphiclides podalirius) est migrateur au nord de son aire de répartition, en Belgique, en Lettonie, Estonie et Lituanie, ainsi que dans le Nord de l'Allemagne et de la Pologne.
- Chez les Nymphalidae se rencontrent les migrateurs les mieux étudiés. Dans la sous-famille des Nymphalinae sont connus comme migrateurs des espèces du genre Vanessa, telles que la Vanesse des perlières (Vanessa virginiensis), l'Australian Painted Lady (Vanessa kershawi), la Belle-Dame (Vanessa cardui) et le Vulcain (Vanessa atalanta), mais aussi du genre Nymphalis telles que la Grande tortue (Nymphalis polychloros), le Morio (Nymphalis antiopa), la Tortue faux-gamma (Nymphalis vau-album), la Vanesse du saule (Nymphalis xanthomelas) et même un membre du genre Hypolimnas, la Nymphale du pourpier (Hypolimnas misippus). Dans la sous-famille des Danainae, les migrateurs étudiés sont le Petit monarque (Danaus chrysippus) et le Monarque (Danaus plexippus), et dans la sous-famille des Heliconiinae, le Petit nacré (Issoria lathonia).

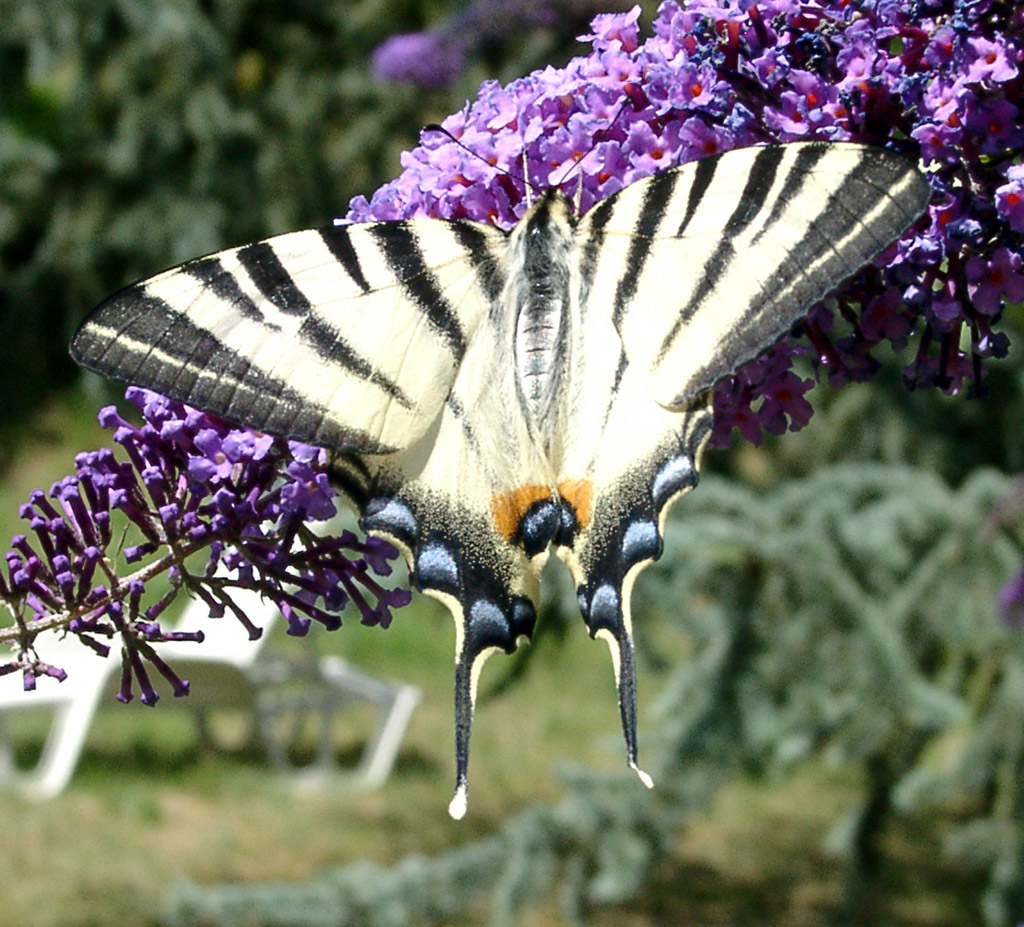
Iphiclides podalirius
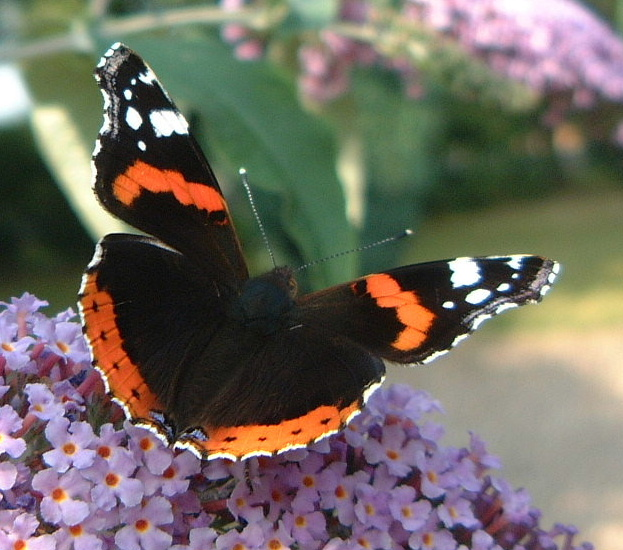
Le Vulcain (Vanessa atalanta)
Le Morio (Nymphalis antiopa)
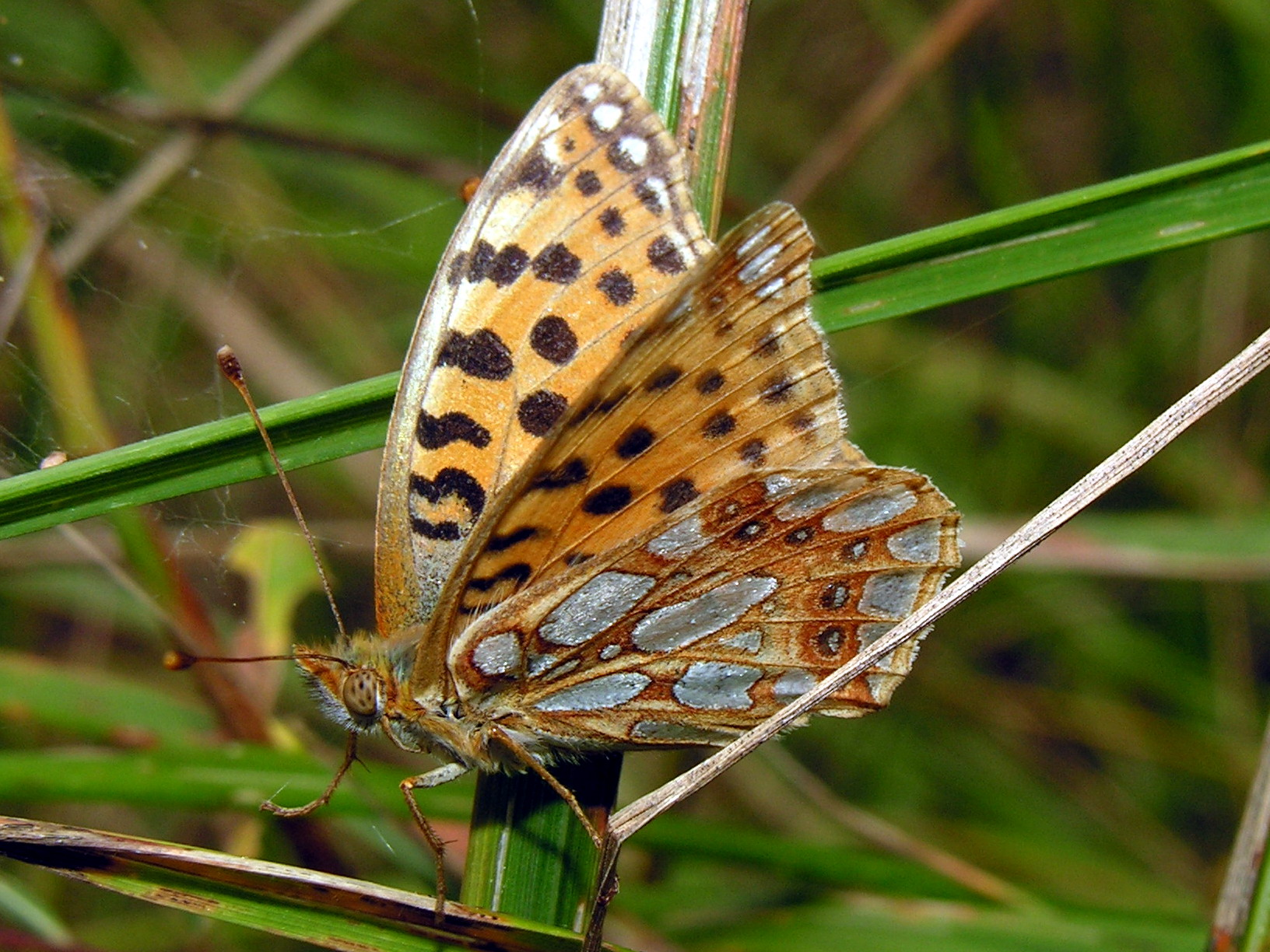
Le Petit nacré (Issoria lathonia)

- Chez les Pieridae, les migrations ont aussi été très étudiées. Dans la sous-famille des Coliadinae, ont été étudiées la migration des Colias, tels que le Citrin (Colias erate), le Fluoré (Colias alfacariensis), le Souci (Colias crocea) et le Soufré (Colias hyale), ainsi que celle d'un Aphrissa, Aphrissa statira. Dans la sous-famille des Pierinae, on trouve des migrateurs dans le genre Pieris, par exemple la Piéride du chou (Pieris brassicae) et la Piéride de la rave (Pieris rapae), et dans le genre Pontia, le Marbré de Fabricius (Pontia edusa) et le Marbré de vert (Pontia daplidice).

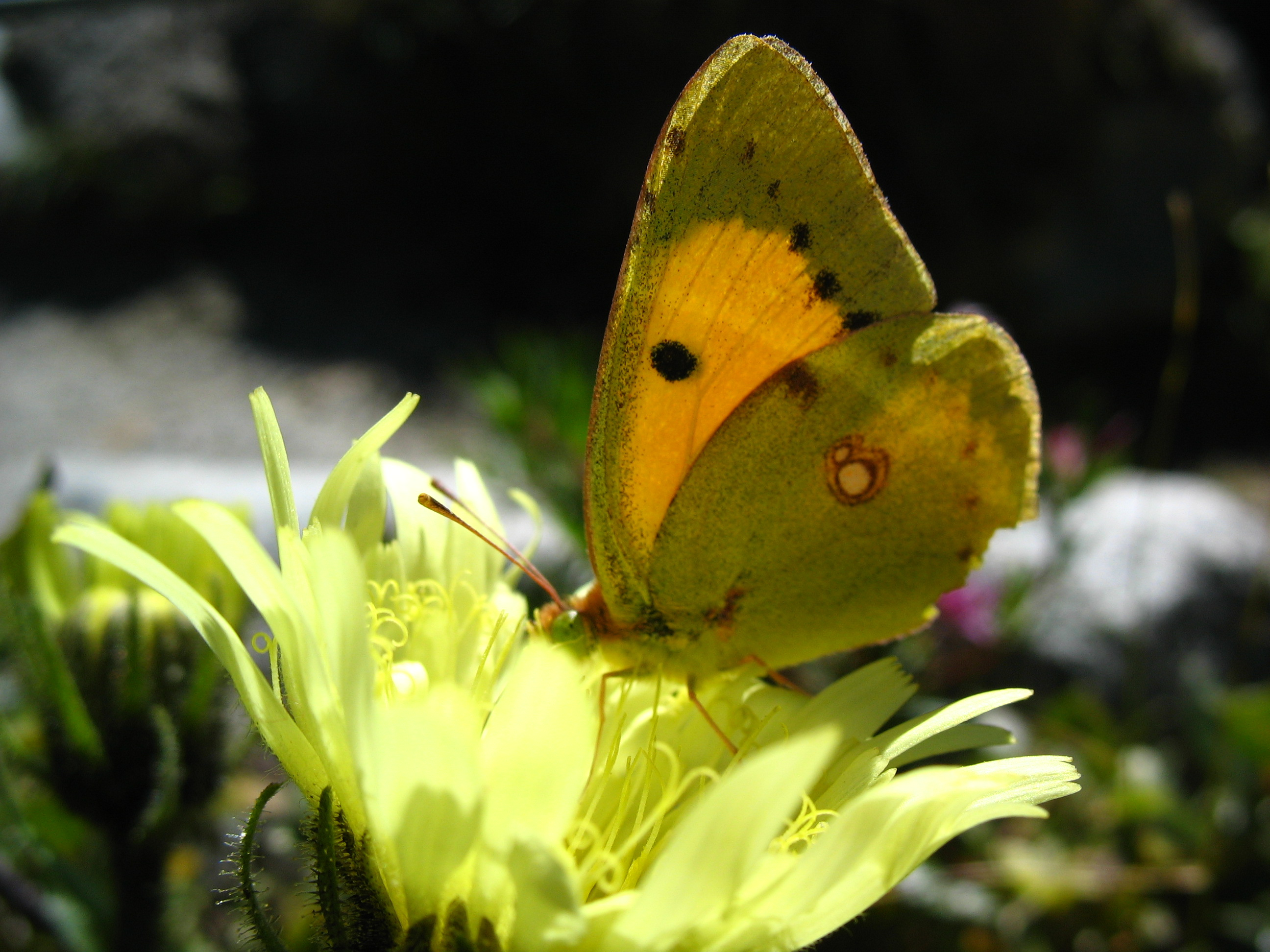
Le Souci (Colias croceus)
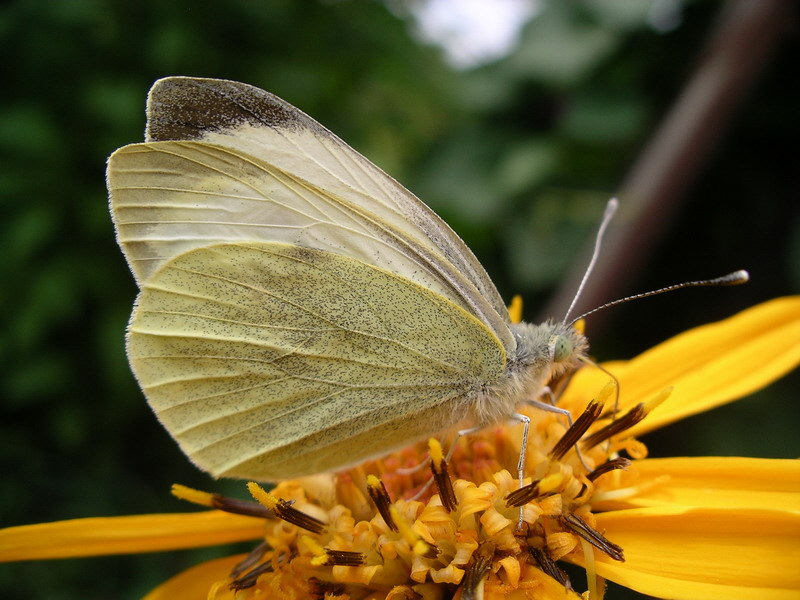
Piéride du chou (Pieris brassicae)
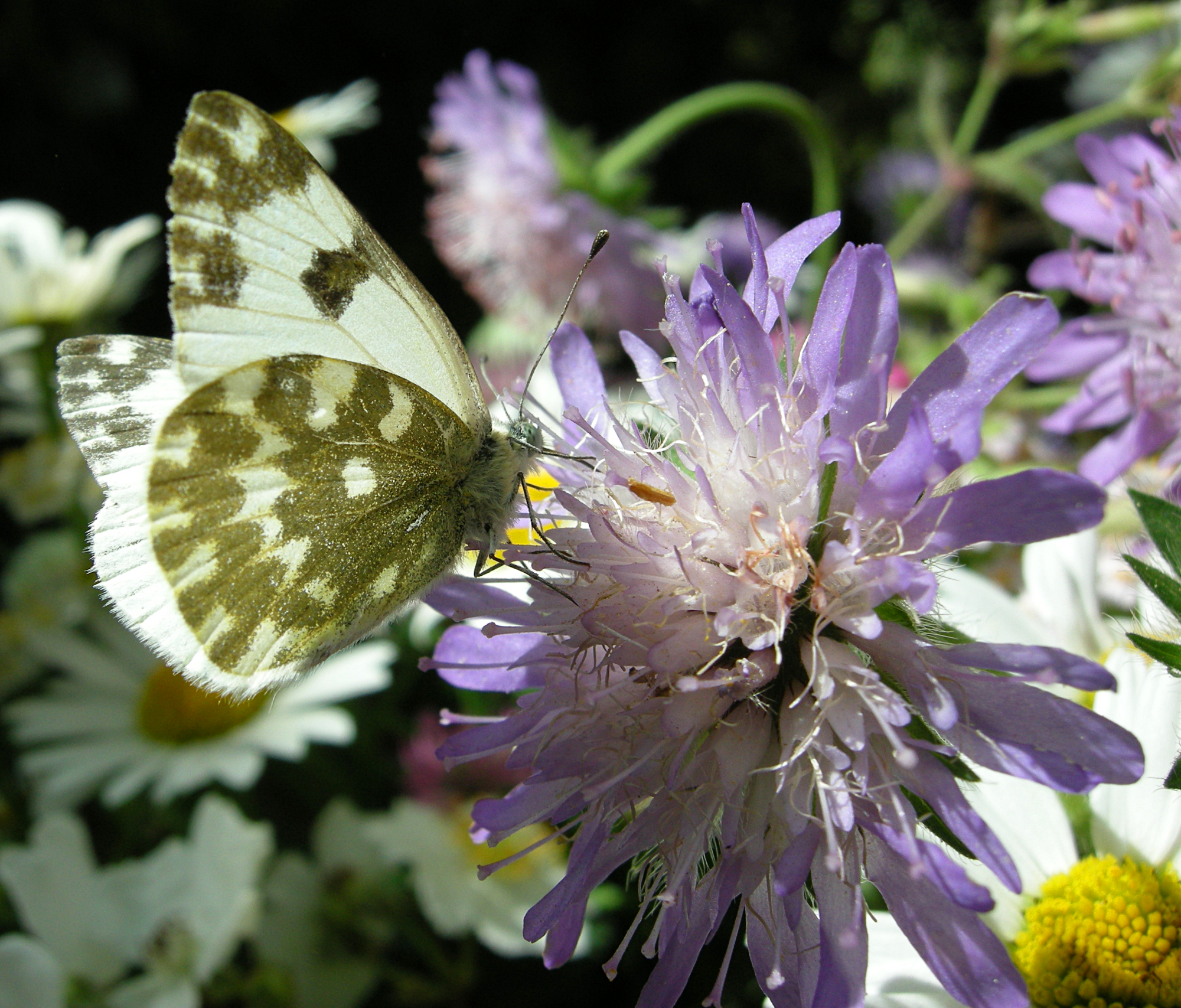
Marbré de vert (Pontia daplidice)

- Chez les Lycaenidae, connus pour leur petite taille, l'Azuré de la luzerne (Leptotes pirithous), l'Azuré du trèfle (Cupido argiades) et l'Azuré porte-queue (Lampides boeticus) (10 à 20 mm d'envergure pour ceux-ci) sont des migrateurs réguliers avérés.

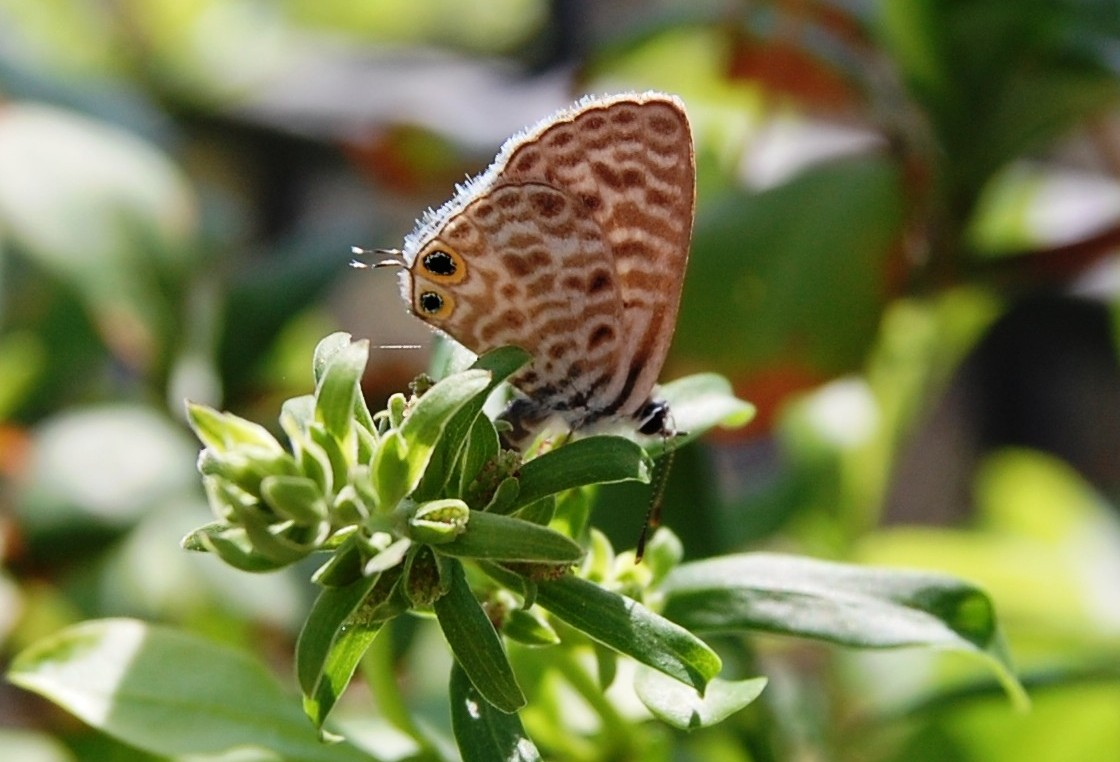
Azuré de la luzerne
Azuré du trèfle
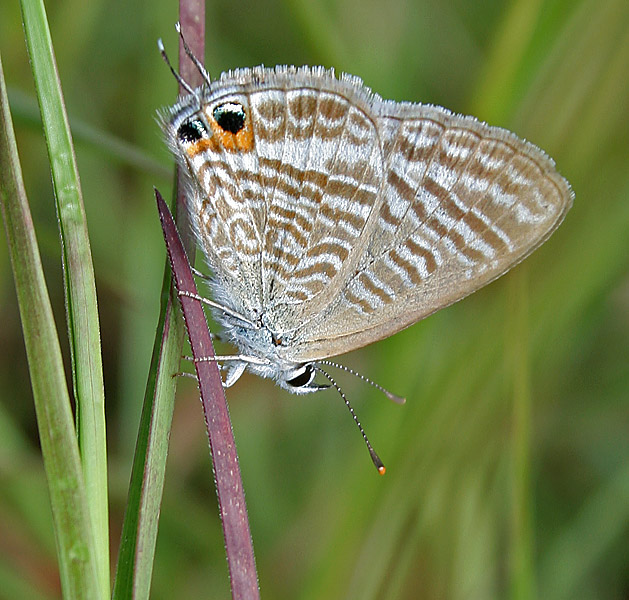
Azuré porte-queue

- Chez les Hesperiidae, de très importantes migrations de Badamia exclamationis ont été rapportées[16].

Les papillons dits « de nuit » ne sont pas en reste, et certains d'entre eux ont eu leurs migrations étudiées. C'est le cas de plusieurs Sphinx, tel que le Moro-sphinx (Macroglossum stellatarum), le Sphinx du liseron (Agrius convolvuli), le Sphinx tête de mort (Acherontia atropos) et le Sphinx livournien (Hyles livornica), mais aussi de Noctuelles comme la Noctuelle baignée (Agrotis ipsilon), le Bogong (Agrotis infusa) et la Noctuelle gamma (Autographa gamma). Parmi les Yponomeutoidea, Plutella xylostella est lui aussi un migrateur régulier.

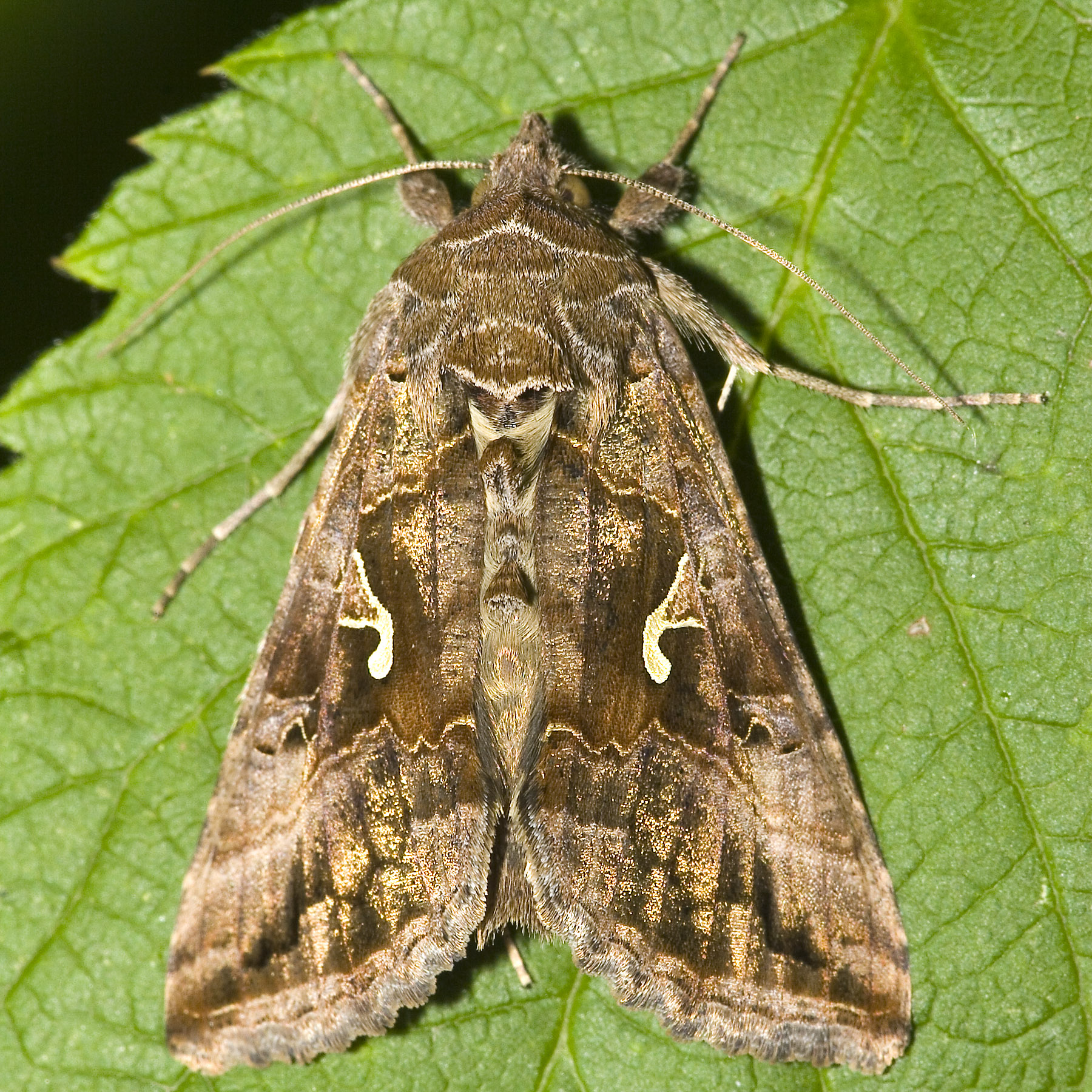
Noctuelle gamma
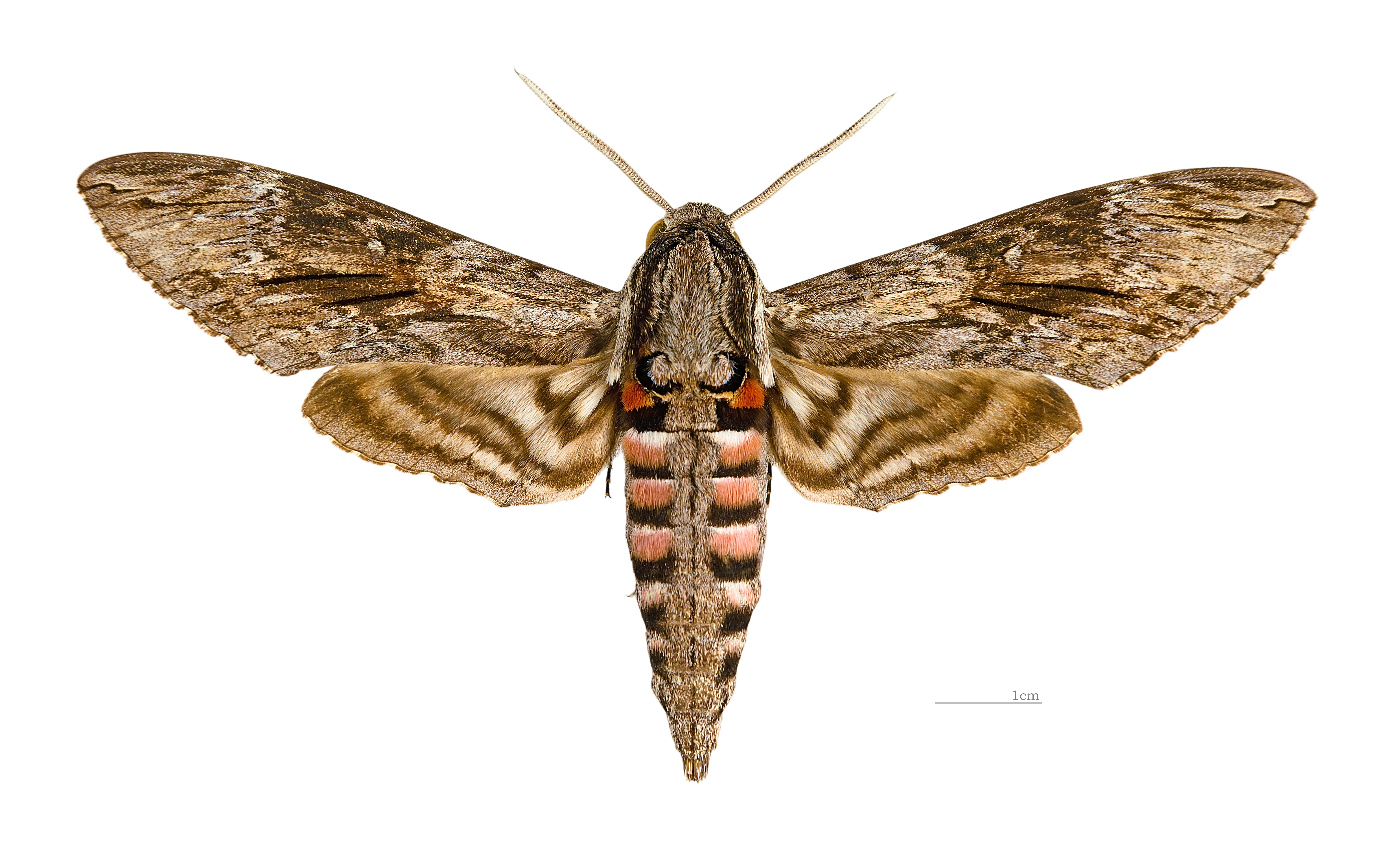
Sphinx du liseron
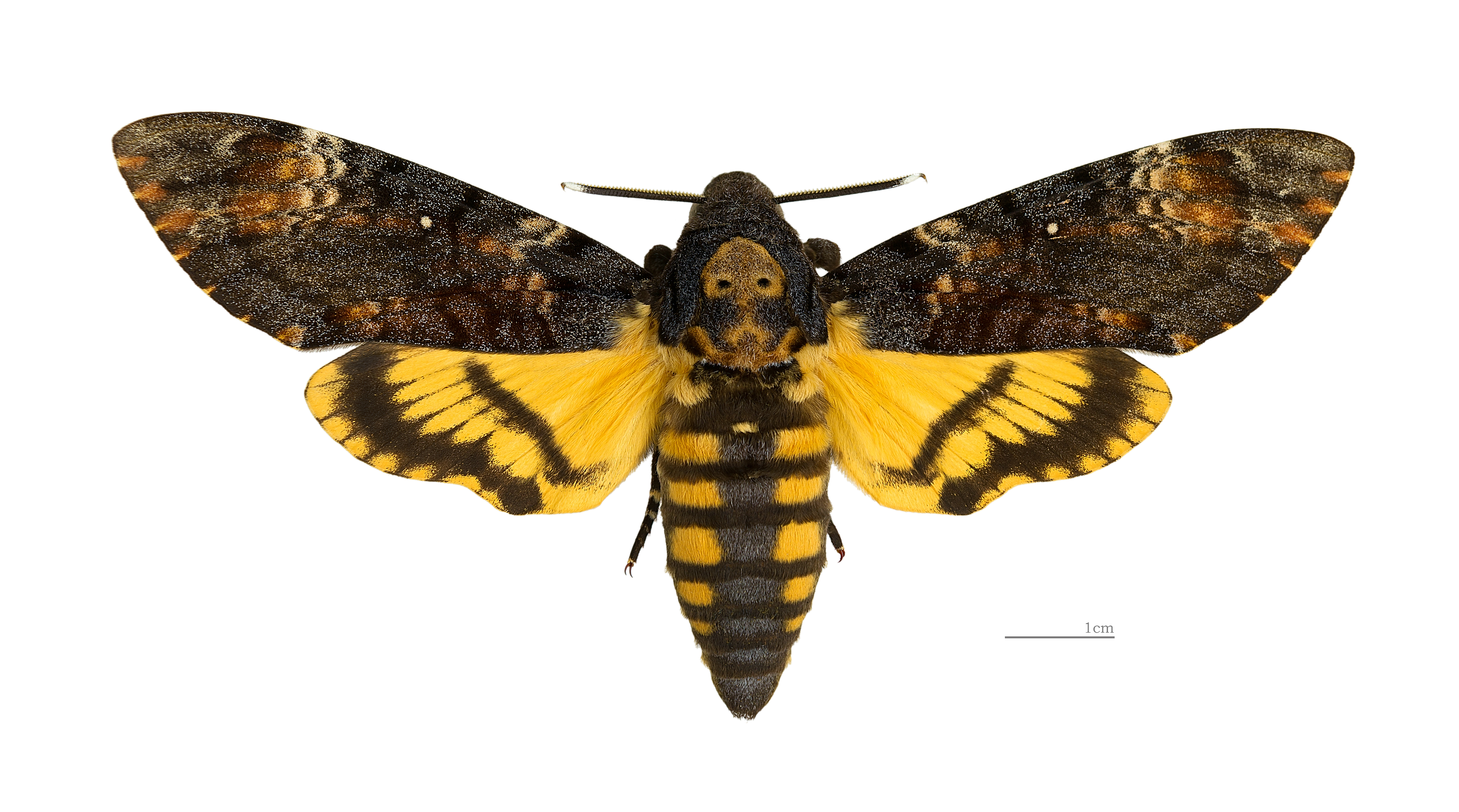
Sphinx tête de mort

### Migrateurs occasionnels
Chez les Nymphalidae, plusieurs espèces sont dites migratrices occasionnelles, sans qu'il soit bien établi si elles sont migratrices habituelles à l'intérieur de leur aire et occasionnellement en dehors, ou si elles ont une tendance dispersive, ce qui leur confère le statut de « migrateurs occasionnels ». Ce sont par exemple le Nacré des Magyars (Argyronome laodice), le Pacha à deux queues (Charaxes jasius), le Paon-du-jour (Aglais io), la Vanesse du céanothe (Nymphalis californica), Junonia lemonias et le Blue Tiger (Tirumala limniace).

### Tendance dispersive
Certains imagos quittent leur lieu d'origine et migrent pour coloniser de nouveaux territoires plus ou moins proches. Cette tendance dispersive en fait des migrateurs à l'intérieur de leur aire de répartition.

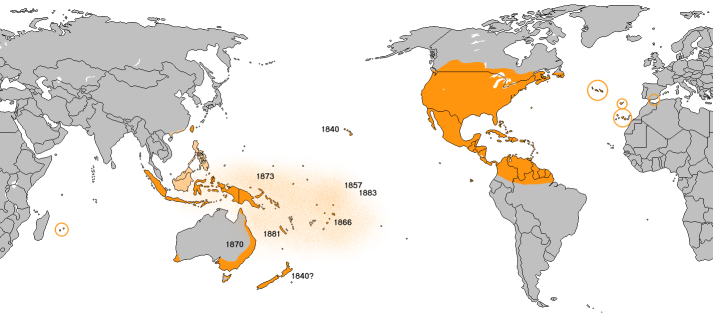
Distribution du Monarque

C'est le cas chez les Papillonidés pour le Machaon (Papilio machaon). Parmi les Nymphalidés, le Paon-du-jour (Aglais io) pratique des migrations locales les années chaudes. L'Échancré (Libythea celtis) est connu lui aussi pour sa tendance dispersive. Ceux des Pieridae qui ne sont pas migrateurs vrais, ont pour beaucoup cette tendance à la dispersion, avérée pour le Gazé (Aporia cataegi) et la Piéride du tapier (Ascia monuste). En Asie, Catopsilia pomona et aussi les nymphalidés Acraea terpsicore et Tirumala limniace migrent à l'intérieur de leur aire de répartition.
Cette tendance dispersive équivalente à une migration peut entraîner une extension de l'aire de répartition. L'espèce appelée Carte géographique (Araschnia levana) et le Robert-le-Diable (Polygonia c-album), par des migrations successives, augmentent leur aire de répartition ou réinvestissent des territoires perdus. Le Tawny Coster (Acraea terpsicore), en agrandissant son territoire, est apparu en Malaisie.
Le Monarque a colonisé les îles Hawaï en 1845, les îles Marquises en 1860, la Nouvelle-Calédonie et la côte ouest de l'Australie en 1870, avant de se répandre en Nouvelle-Zélande, en Inde, en Malaisie et en Birmanie.

### Migrations «suicidaires»
Ce phénomène a été rapporté par Allen M.Young qui, en Amérique tropicale et plus précisément au Costa Rica, aurait vu des papillons censément du genre Urania volant par milliers (il aurait compté plus de 50 000 papillons en cinq jours) vers le grand large jusqu'à la noyade. Il est avéré qu’Urania fulgens et Urania leilus migrent du Nord de l'Amérique du Sud au sud de l'Amérique du Nord,, mais il n'est pas déterminé si cette observation concerne un véritable comportement suicidaire ou simplement un incident malheureux au cours d'une migration.

## Trajet des migrations
Ils varient en fonction des continents.

### Europe

#### De l'Afrique vers l'Europe

Carte des migrations de la Belle-Dame

La Belle-Dame (Vanessa cardui) n'est pas présente en Europe durant l'hiver. Elle revient en Europe chaque printemps et, certaines années, les migrations sont extrêmement importantes.
« Du dimanche 10 mai au mardi 12 mai 2009 nous avons pu assister un peu partout en France à une migration très importante de la Belle-Dame. Sur Niort (Deux-Sèvres) les quantités de papillons migrants étaient de 2 à 300 à l’heure. Les courants d’air chauds venus d’Afrique ont favorisé cette migration annuelle mais cette année restera exceptionnelle par la quantité de migrants. Les papillons volent du sud vers le nord en un vol rapide et continu.».
Cette même importante migration a été observée en Belgique et en Suisse. Les Belle-Dames peuvent parcourir jusqu'à 5 000 km. Arrivées à leur lieu de résidence estival, elles pondent et les chenilles donnent à l'automne des imagos qui feront le trajet de retour. La vitesse moyenne de déplacement de ces papillons est de l’ordre de 25 km/h. Les Belles-Dames, aussi appelées Vanesses des chardons, battent des ailes entre 50 et 80 fois par seconde (contre huit fois par seconde pour d'autres papillons).
La Belle-Dame (Vanessa cardui) et le Vulcain (Vanessa atalanta) suivent les mêmes voies de migration. Ils partent du Maroc, pour le Vulcain à partir de la fin février, pour la Belle-dame à partir de fin mars, traversent le détroit de Gibraltar, puis suivent soit la côte atlantique, en Espagne, Portugal, France, puis les îles Britanniques, soit la côte méditerranéenne et le couloir rhodanien jusqu'en Belgique, aux Pays-Bas, dans toute l'Europe du Nord, et même jusqu'en Scandinavie. D'autres partent d'Algérie ou de Tunisie par la Sardaigne et la Corse, ou par la côte italienne. Pour le retour, à l'automne, ils prennent les mêmes voies. En fin d'été 2000, le gros de la migration retour de la Belle-Dame et du Vulcain a eu lieu entre le 23 août et le 1er octobre.

Distribution estivale du Moro-sphinx
Distribution en toute saison
Distribution hivernale

#### De l'Afrique du Nord et du Sud de l'Europe vers l'Europe du Nord
Le Moro-sphinx (Macroglossum stellatarum) est un migrateur qui peut se rencontrer presque partout dans l'hémisphère nord en été, mais il réside uniquement dans les climats tempérés les plus chauds (Espagne, Portugal, Italie, Turquie, Afrique du Nord, Asie Mineure et jusqu'au sud du Japon) car il survit rarement à l'hiver aux latitudes plus septentrionales (comme au nord des Alpes en Europe, ou au nord du Caucase en Russie ou en Sibérie). C'est le cas aussi du Souci (Colias croceus), et du Vulcain (Vanessa atalanta).

#### Du sud de l'Europe vers le nord de l'Europe
Le Soufré (Colias hyale) et le Fluoré (Colias alfacariensis) atteignent en migration la Belgique, le nord de l'Allemagne et, pour le Soufré, le sud de l'Angleterre, de la Suède et de la Norvège. De même le Flambé (Iphiclides podalirius) est migrant en Belgique, dans le nord de l'Allemagne et dans les Pays baltes.
Le Marbré de Vert (Pontia daplidice) est migrateur dans le nord de la France, la Belgique et au Luxembourg et le Marbré de Fabricius (Pontia edusa) migre au nord de son aire jusqu'au sud de la Suède et de la Norvège.
La Piéride du chou, (Pieris brassicae), présente dans toute l'Europe, est de plus à l'intérieur de son aire un papillon migrateur au vol puissant et rapide. Elle a été observée à plus de 2 000 mètres d'altitude et au-delà du 66° N de latitude. Des migrations en très grand nombre ont été rapportées en Angleterre en 1508, 1911 et 2009.
La Piéride de la rave (Pieris rapae), elle aussi présente dans toute l'Europe, est migratrice à l'intérieur de son aire et au-delà dans l'extrême-nord de la Scandinavie.

#### Migration vers les îles Britanniques
Le Souci (Colias croceus), la Belle-Dame (Vanessa cardui) et le Vulcain (Vanessa atalanta) ne sont présents qu'en migration au Royaume-Uni et en Irlande. Il en est de même pour des papillons dits de nuit tels que le Moro-sphinx (Macroglossum stellatarum) et Autographa gamma.

### Afrique
L'Afrique compte plus de 3 700 espèces de papillons, dont 2 000 en Afrique centrale, mais leur étude est encore incomplète. Plus de 50 espèces ont été notées migrantes.
La Belle-dame (Vanessa cardui) migre de l'Afrique tropicale à l'Afrique du Nord (où elle est aussi présente l'hiver) avant de continuer vers le nord. Le Vulcain Vanessa atalanta migre vers l'Égypte où il ne semble pas être résident alors qu'il est très présent dans la zone du delta du Nil en été.
La Nymphale du pourpier (Hypolimnas misippus), partie d'Afrique tropicale atteint l'Égypte, le Liban et la Turquie.
La Piéride du cassier ou Africain jaune (Catopsilia florella), présent dans toute l'Afrique, est migrateur et non-résident en Afrique du Nord.

### Amérique du Nord

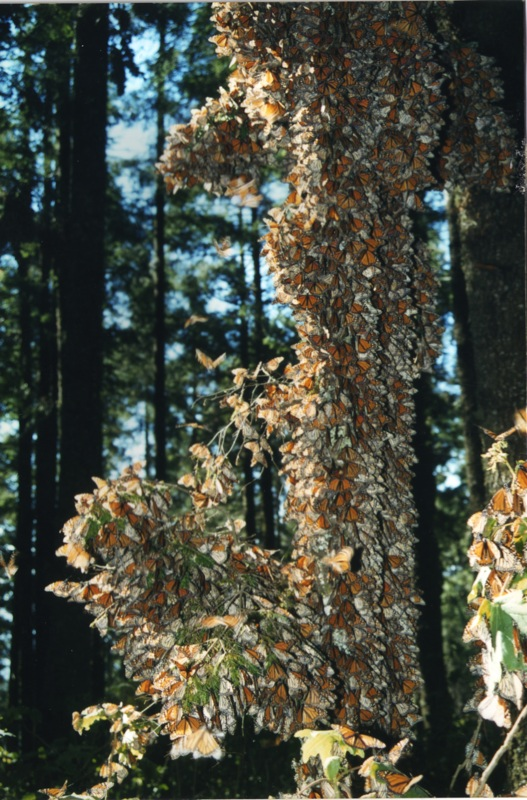
Papillons monarques dans un site d'hivernage

En Amérique du Nord, les papillons migrateurs comprennent notamment la Belle-Dame (Vanessa cardui), le Vulcain (Vanessa atalanta) et le Monarque (Danaus plexippus). Ce dernier est de loin l'espèce la plus connue et la mieux documentée. Chaque année, ce papillon fait le trajet entre le Mexique et le sud du Canada. À l'automne, la migration vers le Mexique est assurée par les individus de la dernière génération, nés à la fin de l'été ou à l'automne. Ceux-ci ont une longévité considérablement plus grande que les autres générations. Au printemps, la migration vers le nord se fait plutôt en plusieurs générations.
Après la migration automnale, les monarques entrent en diapause pour l'hiver. Ils hivernent dans des forêts de sapins sacrés (Abies religiosa) en densité parfois si grande qu'on ne peut même plus distinguer la moindre parcelle d'écorce.
La reproduction a lieu en mars, juste avant l'envol pour le nord. Le voyage vers le nord s'étend sur plusieurs générations, la durée de vie normale d'un monarque n'excédant pas deux mois. Cela leur permettra de migrer depuis le Mexique ou le Sud de la Californie jusqu'au Canada.
Les causes à l'origine de cette migration et les mécanismes permettant aux monarques de retourner aux mêmes sites d'hivernage année après année font toujours l'objet de recherches. Il a été suggéré que la migration vers le nord, au printemps au et début de l'été, découle de la disponibilité des plantes hôtes de monarques : les asclépiades. La migration vers le sud, à l'automne, s'expliquerait par les origines tropicales du monarques, qui ne tolèrent pas le gel.

Carte des migrations du Monarque

### Amérique du Sud
Aphrissa statira est un migrateur régulier depuis l'Argentine jusqu'au sud du Texas et de la Floride.
Hypolimnas misippus migre de l'Amérique du Sud tropicale vers le nord, jusqu'à l'extrême sud des États-Unis.
Urania fulgens migre du Nord de l'Amérique du Sud au Sud de l'Amérique du Nord et ses migrations ont été observées au-dessus du Costa Rica.
Urania leilus migre au-dessus de la Guyane et atteint certaines années la Guadeloupe.

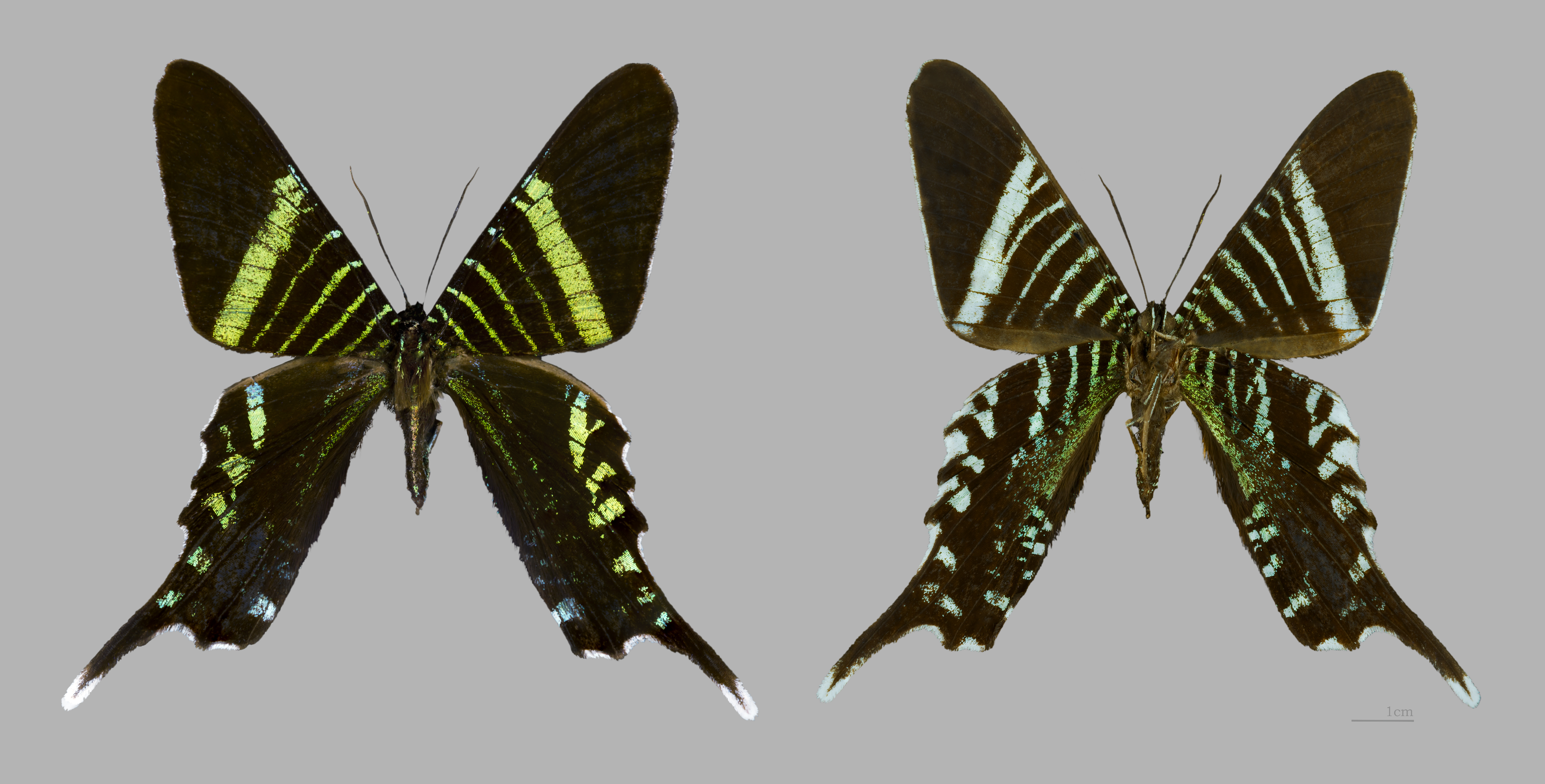
Urania fulgens
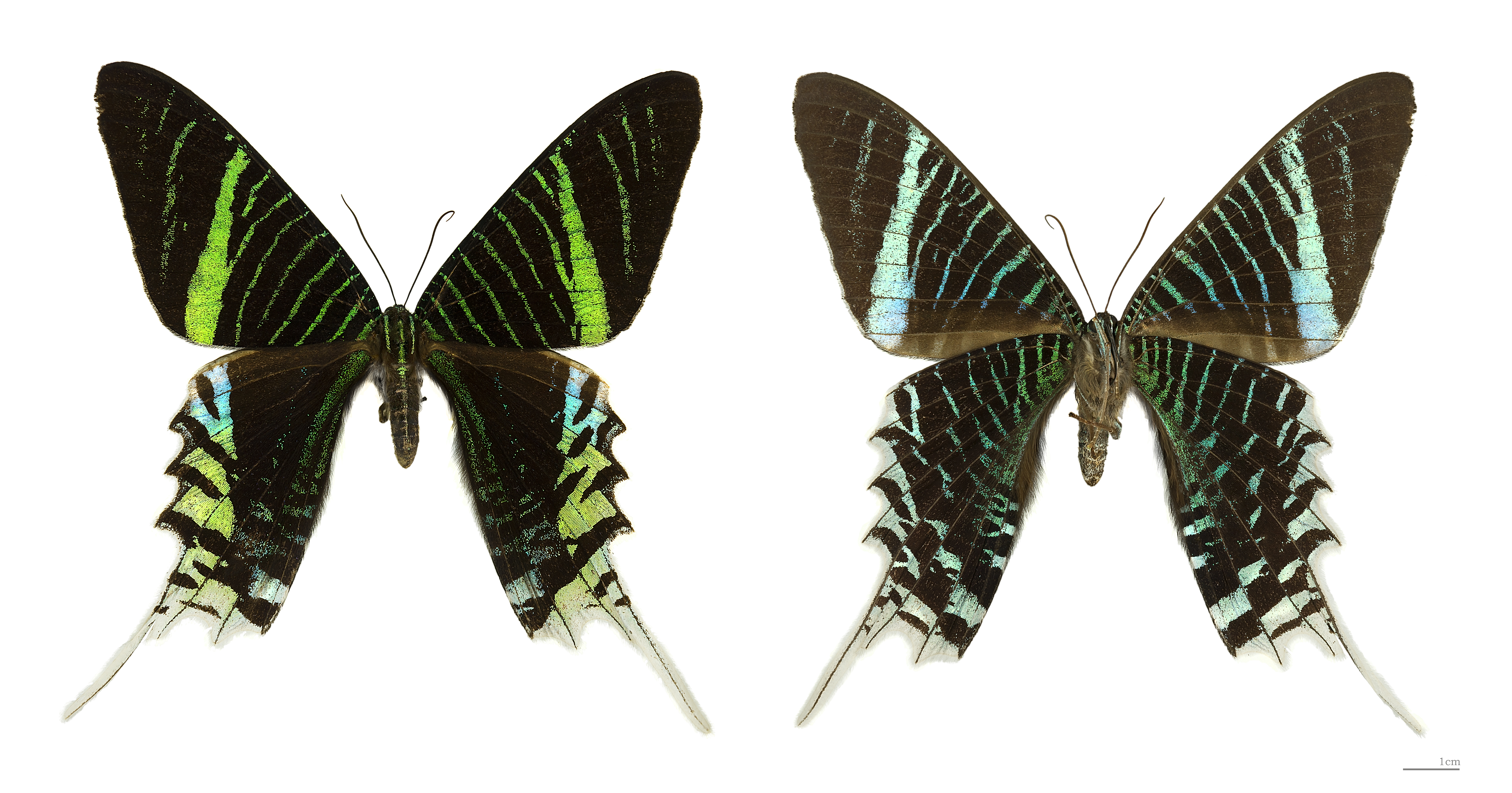
Urania leilus

### Asie
Plus de 250 espèces migrent pour fuir la mousson,. Ces migrations peuvent regrouper des individus appartenant à plusieurs espèces différentes. Au Sri Lanka, trois espèces de Pieridae ont été signalées migrant ensemble au rythme de 26 000 individus par minute. De même dans le sud de l'Inde Tirumala septentrionis, Euploea core et Euploea sylvester effectuent leur migration ensemble.
En Inde, 60 espèces seraient migratrices, des piéridés et des nymphalidés, un seul lycaenidé, Lampides boeticus. La majorité de ces migrations, une quarantaine, a lieu dans le sud de l'Inde, entre les Ghâts occidentaux et les Ghâts orientaux, à cause des conditions climatiques présentes durant la mousson dans les Ghâts occidentaux. Les migrations commencent fin mars, en avril et mai, allant du sud-ouest vers le nord-est, et le retour a lieu en septembre, octobre et novembre du nord-est vers le sud-ouest. Suivant les années et les pluies, les modalités de ces migrations se modifient. La migration concomitante des trois espèces Euploea sylvester, Euploea core et Tirumala septentrionis, entre les Ghâts occidentaux et les Ghâts orientaux, sur 350 à 500 km a été rapportée.
Acraea terpsicore est migrateur de Kuala Lumpur, en Malaisie, jusqu'à Bangkok en Thaïlande.
Sont validées en Asie les migrations de plusieurs autres espèces, les piéridés Appias albina et Catopsilia pyranthe, ainsi que les nymphalidés Kallima horsfieldi, Papilio demoleus, Junonia lemonias, Danaus genutia, Phalanta phalantha et Cynthia cardui.

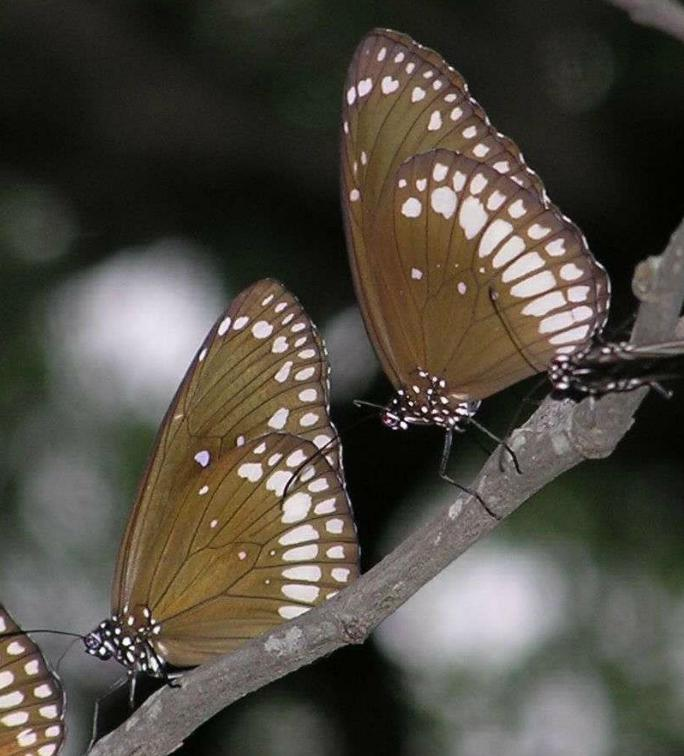
Euploea core
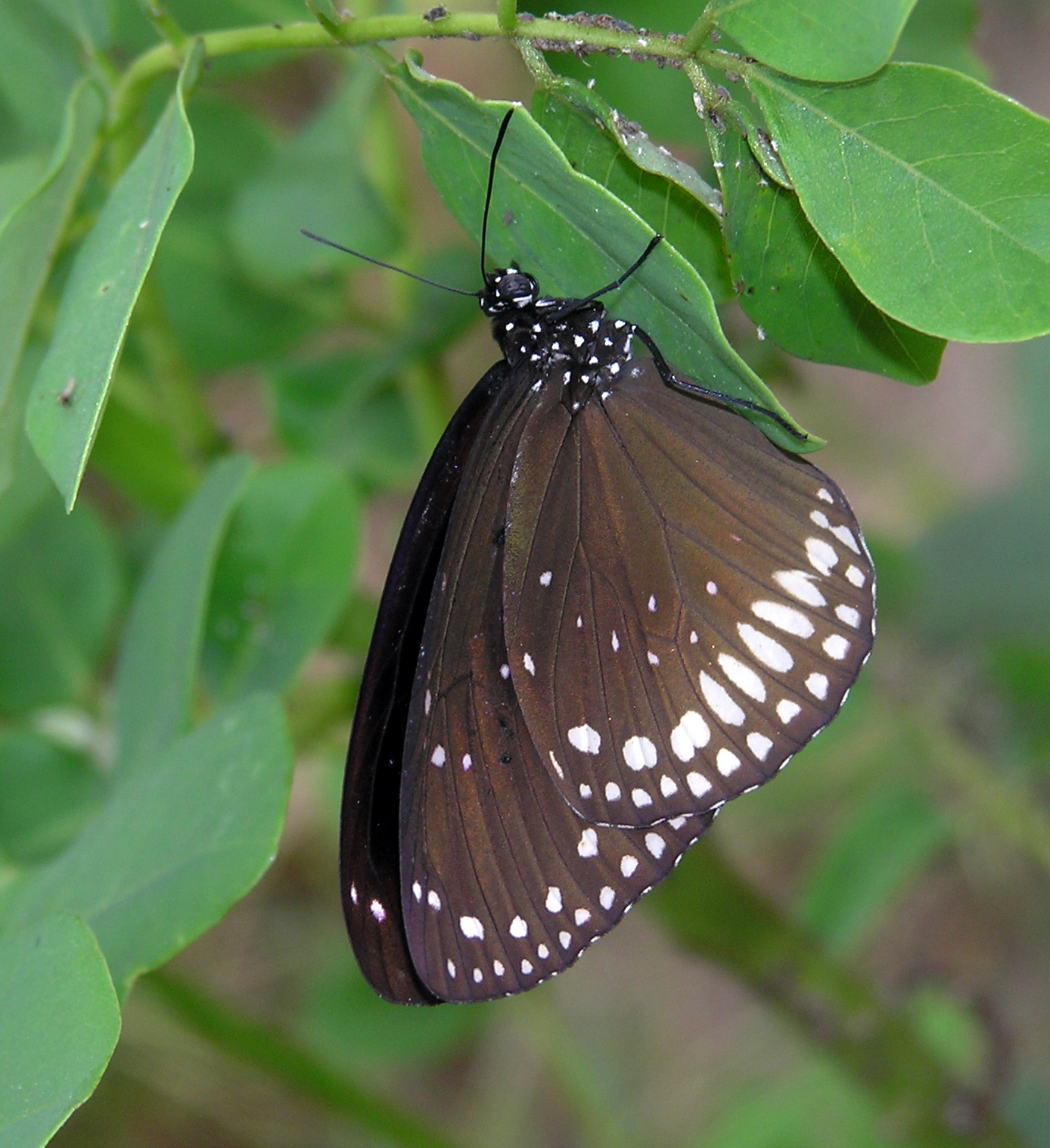
Euploea sylvester
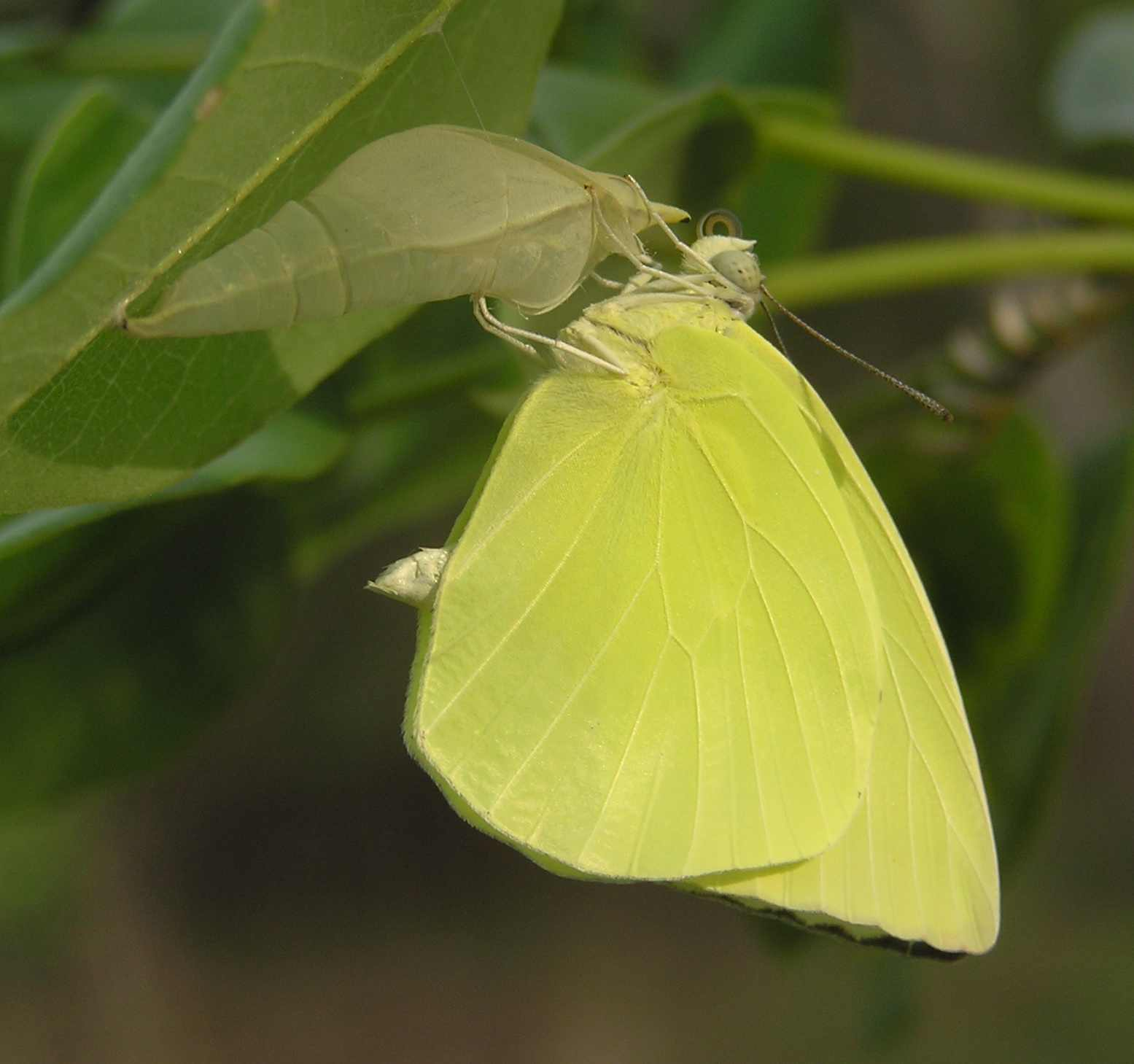
Catopsilia pomona

Catopsilia pomona, Acraea terpsicore et Tirumala limniace migrent à l'intérieur de leur aire de répartition.
Euploea core possède une population de migrateurs et une population de non-migrateurs.

### Australie
Plusieurs espèces de Pieridae qui ne font pas de diapause vivent dans la partie tropicale du Nord de l'Australie, et migrent vers le sud pour y passer les mois les plus chauds. Il leur a été donné en anglais le nom de Migrant : Lemon Migrant (Catopsilia pomona pomona), White Migrant (Catopsilia pyranthe crokera), Orange Migrant (Catopsilia scylla etesia). D'autres effectuent la même migration, Large Grass-yellow (Eurema hecabe), Small Grass-yellow (Eurema smilax), Yellow Albatross (Appias paulina ega), ainsi que le Caper White (Belenois java teutonia). Belenois java va jusqu'à migrer d'île en île.
Vanessa kershawi et Vanessa itea migrent vers le sud à partir du nord du Queensland et de la Nouvelle-Galles du Sud au printemps, en nombre d'individus parfois très important comme en 1889.
Agrotis infusa migre du sud-ouest de l'Australie vers les Alpes australiennes et effectue le trajet retour en une seule génération.
Lampides boeticus présente ses habitudes migratrices tout comme en Europe.
Danaus chrysippus petilia et Danaus plexippus plexippus pratiquent des migrations qui agrandissent leur aire de répartition.
D'autres, comme Junonia villida calybe aurait des populations résidentes et des populations migratrices.

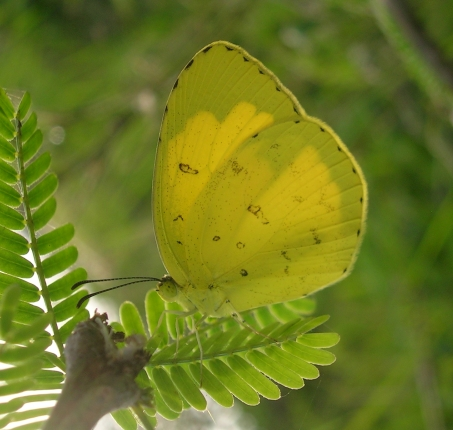
Eurema hecabe
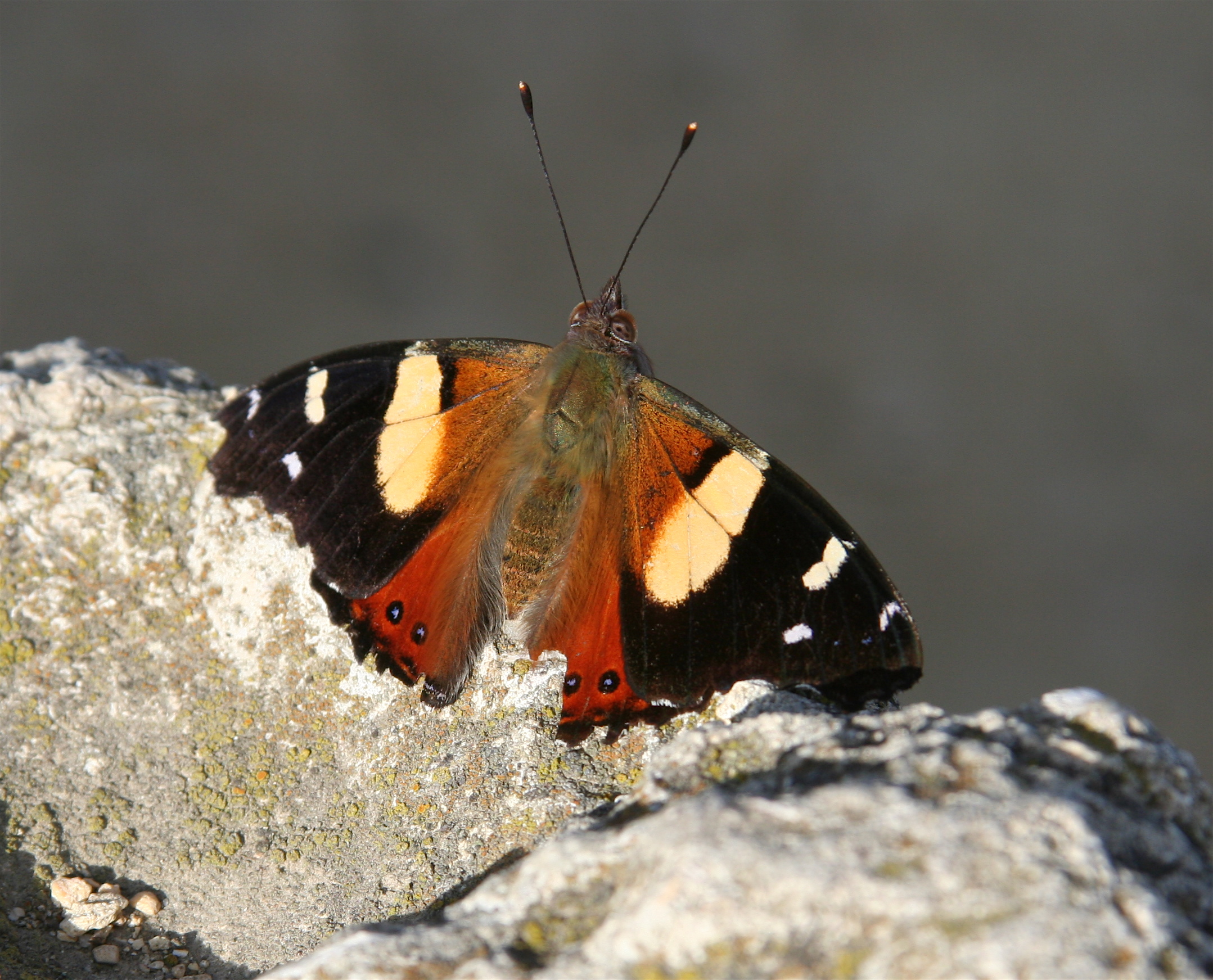
Vanessa itea
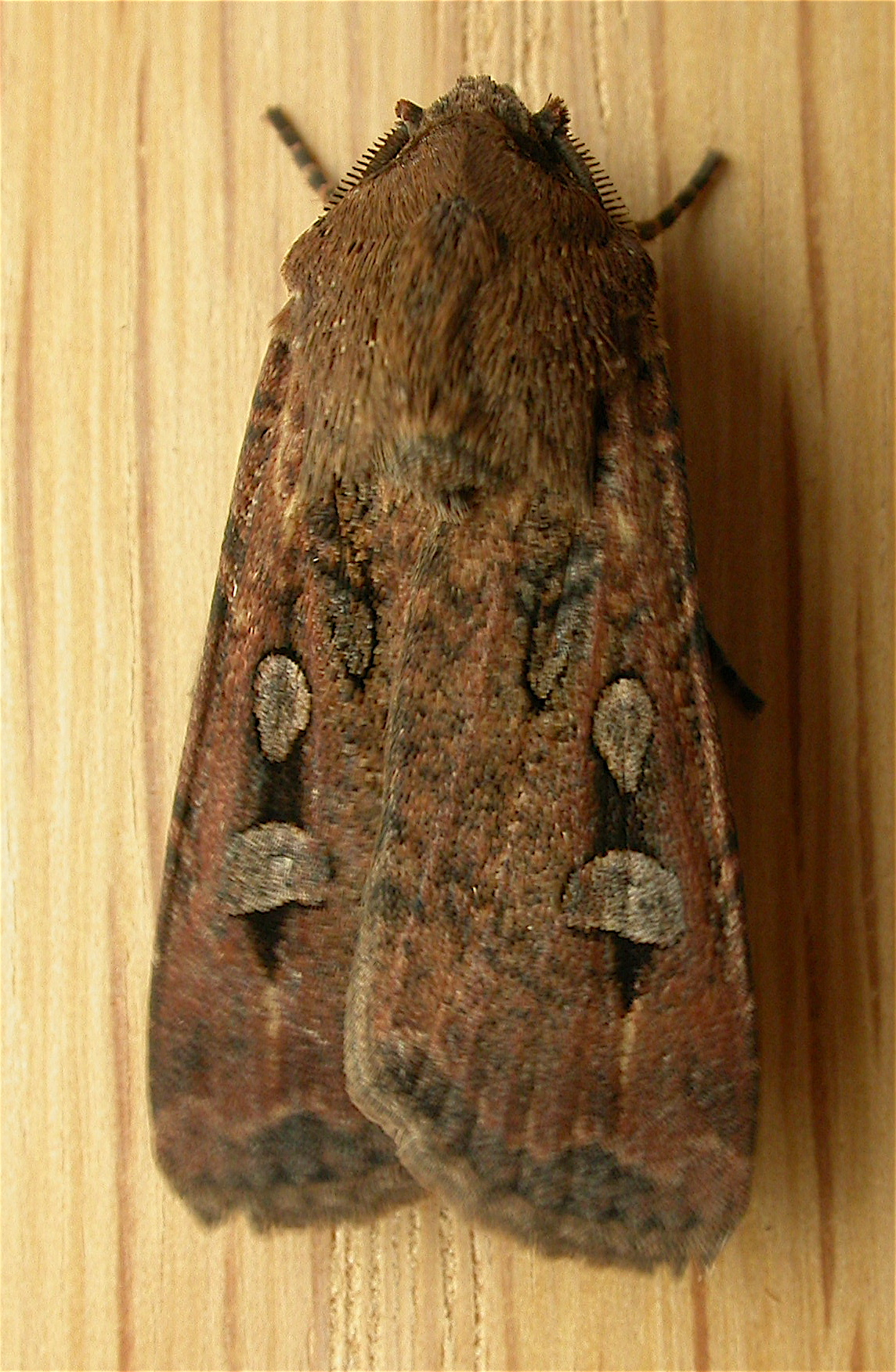
Agrotis infusa

## Types de migration
En cours de migration, les papillons ont un vol déterminé dans une direction précise et se déplacent soit individuellement, se suivant de quelques secondes ou minutes, à hauteur et direction identiques, soit en larges essaims.
Les animaux qui migrent effectuent habituellement un aller et retour. Chez les papillons, il peut y avoir aller simple ; une invasion (ex : Sphinx tête de mort) ou aller, reproduction et retour par la génération suivante (Vulcain, Belle Dame, Souci). Mais cette seconde génération peut aussi poursuivre sa migration vers le nord ou s’implanter et ne pas repartir à la fin de l’été.
Une migration vraie comporte un aller, la migration primaire, et un retour, effectué par le même individu ou par sa descendance. Cette migration vraie peut s'effectuer sur diverses distances.

### Migration sur une longue distance
Durant les migrations sur une longue distance, les papillons parcourent plusieurs centaines, voire plusieurs milliers de kilomètres pour la Belle-Dame (Vanessa cardui), le Monarque (Danaus plexippus) et le Moro-sphinx (Macroglossum stellatarum). Comme la Belle-Dame, le Vulcain (Vanessa atalanta) et le Petit monarque (Danaus chrysippus) traversent la mer Méditerranée lors de leur migration. Aphrissa statira migre depuis l'Argentine jusqu'au sud du Texas et de la Floride.
Au printemps, des masses d'air chaud circulent du sud-ouest vers le nord-est, ce qui place les papillons migrant vers le nord dans des conditions favorables. À l'automne, les vols en direction du sud sont favorisés par la persistance des zones de haute pression.
En cours de migration, les papillons se déplacent dans une direction fixe en survolant les obstacles : montagnes, mers, bâtiments.
Chez la plupart des espèces de migrateurs sur une longue distance, les générations se succèdent toute l'année dans les divers lieux de résidence, sans diapause, mais pour d'autres espèces, après l'arrivée, il y a une diapause pour passer l'été ou l'hiver, puis après le réveil, retour au point de départ pour s'y reproduire. C'est le cas par exemple de l'Échancré (Libythea celtis) et de l'Écaille chinée (Euplagia quadripunctaria).

### Migration sur une courte distance
Plusieurs espèces sont des migrateurs habituels ou occasionnels au nord de leur aire, ils ont été bien étudiés en Europe. Le Flambé (Iphiclides podalirius) est migrateur au nord de son aire, en Belgique, en Lettonie, Estonie et Lituanie et dans le Nord de l'Allemagne et de la Pologne.
Parmi les Lycaenidae, l'Azuré de la luzerne (Leptotes pirithous), l'Azuré du trèfle (Cupido argiades) et l'Azuré porte-queue (Lampides boeticus) sont migrateurs réguliers avérés, bien que de petite taille (10 à 20 mm d'envergure pour ces trois migrateurs). L'Azuré du trèfle et l'Azuré porte-queue passent l'hiver en Afrique du Nord ou sur le pourtour Méditerranéen et migrent dans le reste de l'Espagne, en France et dans le centre de l'Europe pour y passer la saison chaude. L'Azuré du trèfle qui réside dans une partie de l'Europe migre pour l'été vers le nord, de la Belgique aux Pays baltes.
Parmi les Pieridae, les migrations au nord de leur aire de résidence sont avérées pour des Pontia, Marbré de Fabricius (Pontia edusa) et Marbré de vert (Pontia daplidice), des Colias le Fluoré (Colias alfacariensis), le Soufré (Colias hyale) et le Citrin (Colias erate). Le Souci (Colias croceus) et des Pieris, la Piéride du chou (Pieris brassicae) et la Piéride de la rave (Pieris rapae) peuvent aussi pratiquer des migrations longue distance.
Parmi les Nymphalidae, le Nacré des Magyars (Argyronome laodice), le Petit nacré (Issoria lathonia), la Grande tortue (Nymphalis polychloros) et le Morio (Nymphalis antiopa) sont migrateurs au nord de leur aire, en Scandinavie. La Tortue faux-gamma (Nymphalis vau-album) et la Vanesse du saule ou Tortue à pattes jaunes (Nymphalis xanthomelas) migrent au nord et au sud de leur aire de résidence en Europe Centrale.
En Amérique du Nord, la Belle américaine (Vanessa virginiensis) est migrateur vers le nord durant la saison chaude.

### Migration verticale
Le Cardinal (Pandoriana pandora) et le Petit nacré (Issoria lathonia) émergent au printemps en basse altitude puis partent en altitude dans la montagne et ils y restent les mois d'été pour redescendre à l'automne pondre dans les lieux où les violettes, plante hôte de leurs chenilles, sont communes. Il en est de même pour l'Échancré (Libythea celtis) et pour la Vanesse des pariétaires (Polygonia egea) qui montent passer l'été dans les alpages, entre 1 200 et 1 700 mètres, puis redescendent pondre en plaine sur des micocouliers ou sur des pariétaires.
Le Citron de Provence (Gonepteryx cleopatra) et la Farineuse (Gonepteryx farinosa) réalisent eux aussi une migration verticale entre le maquis et les sapinières de montagne.

## Aptitudes nécessaires à la migration

### Besoin de départ
La migration primaire peut être liée à la raréfaction des plantes hôtes. Les papillons migreraient vers des zones tempérées pour retrouver un climat favorable à la présence de ces plantes hôtes. Ainsi la sécheresse dès le printemps en Afrique du Nord et dans le sud de l'Espagne dessèche orties et chardons, hôtes des chenilles de Vulcain et de Belle-dame. Les imagos migreraient vers le nord pour trouver les plantes hôtes indispensables à l'alimentation de leur descendance.
En Asie, la migration a lieu essentiellement pour fuir la mousson,,.
Lors du retour, les papillons migrateurs fuient à l'approche de la mauvaise saison alors que les papillons sédentaires ont développé une autre stratégie faite de différentes formes d'hibernation, durant lesquelles leur métabolisme est fortement ralenti.
Une autre raison serait la nécessité pour le papillon de se placer dans des conditions météorologiques favorables à sa maturation sexuelle. Ainsi, la durée de l'héméropériode (ou durée du jour par rapport à la nuit) joue un rôle capital dans la maturation sexuelle chez la Noctuelle baignée (Agrotis ipsilon).
Enfin, certaines migrations auraient lieu quand un degré important de densité de population est atteint, suivant le même mécanisme que chez d'autres insectes comme le criquet migrateur (Locusta migratoria), le criquet nomade (Nomadacris septemfasciata) ou le criquet pèlerin (Schistocerca gregaria),.

### Orientation
Les papillons migrent en profitant des vents mais ont la capacité de corriger leur trajectoire si elle est différente de celle du vent. Une étude des vols par suivi radar démontre qu'ils utilisent les vents d'altitude et se déplacent en moyenne à 54 km/h (avec des pointes à 90 km/h). Lors de la migration de printemps en Amérique et Afrique-Europe, les vents les accompagnent vers le nord, mais lors de la migration retour vers le sud, les vents dominants les porteraient vers l'est s'ils n'avaient pas la capacité de vérifier et corriger leur cap (études de l'équipe anglaise de Jason Chapman Rothamsted Research, BBSRC),.
Les papillons possèderaient une « boussole interne ». Il est montré qu'au Panama un champ magnétique artificiel perturbe le vol de Aphrissa statira.
Une protéine photo-réceptrice, le cryptochrome, dont la présence a été démontrée dans l'œil de papillons comme le Monarque (Danaus plexippus), permettrait de détecter le champ magnétique terrestre lorsqu’elle est activée par une lumière bleue. D'autres recherches, celles de Christine Merlin, montrent que leur cerveau possède un « compas solaire » capable de visualiser le sud par rapport à la position du soleil, et que ce compas solaire est activé par l'incidence de la lumière sur leurs antennes, phénomène neutralisé en peignant leurs antennes. Une étude sur Urania fulgens en migration au-dessus du canal de Panama a montré quoi qu'il en soit la nécessité de l'intégrité des antennes pour les capacités d'orientation des papillons.
Les adultes du Bogong (Agrotis infusa) migrent sur plusieurs centaines de kilomètres pour aller passer les mois d'été dans les Alpes australiennes. Vers cette destination qu'ils ne connaissent pas, ils se guident grâce au champ magnétique et aux étoiles du ciel nocturne austral ; ils sont capables de ne s'orienter que grâce au champ ou grâce aux étoiles, ce qui fait de ce papillon le premier invertébré connu pour pratiquer une navigation astronomique pour ses voyages au long cours,.

### Capacité physique
Avant le départ, le papillon doit accumuler les réserves indispensables pour assurer l'activité des muscles alaires. Il consomme alors de grandes quantités de nectar qu'il transforme en réserves de graisses (les papillons ne peuvent utiliser directement les sucres).
Pour couvrir de longues distances, les papillons migrateurs doivent avoir un vol suffisamment rapide. Les plus rapides sont les Sphingidae : ainsi Agrius convolvuli ou sphinx du liseron peut voler jusqu'à 100 km/h et vole en moyenne à 50 km/h. Le Moro-sphinx (Macroglossum stellatarum) vole à 50 km/h, 40 km/h en moyenne, ce qui le place aussi parmi les papillons les plus rapides.
Les distances parcourues peuvent être très importantes, du Mexique au Canada, pour le Monarque, de l'Afrique du Nord à l'Islande pour la Belle-Dame,. Des distances de 5 000 km pour le Monarque, 2 000 km pour la Belle-Dame ont été rapportées.
Il semble (au moins pour certaines espèces) que les papillons migrateurs de grande taille volent plutôt à haute altitude et que les petits papillons se déplacent plus près du sol ( "Plus l'espèce est grande, plus grande est la proportion de l'échantillon qu'elle représente au niveau supérieur. Cet effet était indépendant de la famille et du type morphologique") ; quelques espèces de tailles moyenne semblent néanmoins capables d'effectuer des migrations en haute altitude, au-dessus de zones marines par exemple (baies, golfes, estuaires, bras de mer),.

## Dans la culture populaire
- Le roman de Georges Walter, Des vols de Vanessa, éd. Grasset & Fasquelle, 1972, évoque (p. 150 et suiv.) les grandes migrations de papillons.
- Le roman Dans la lumière (de Barbara Kingsolver) décrit une histoire (fictive) d'altération de la migration des papillons monarques comme symptôme du dérèglement climatique[60],[61].

## Annexes

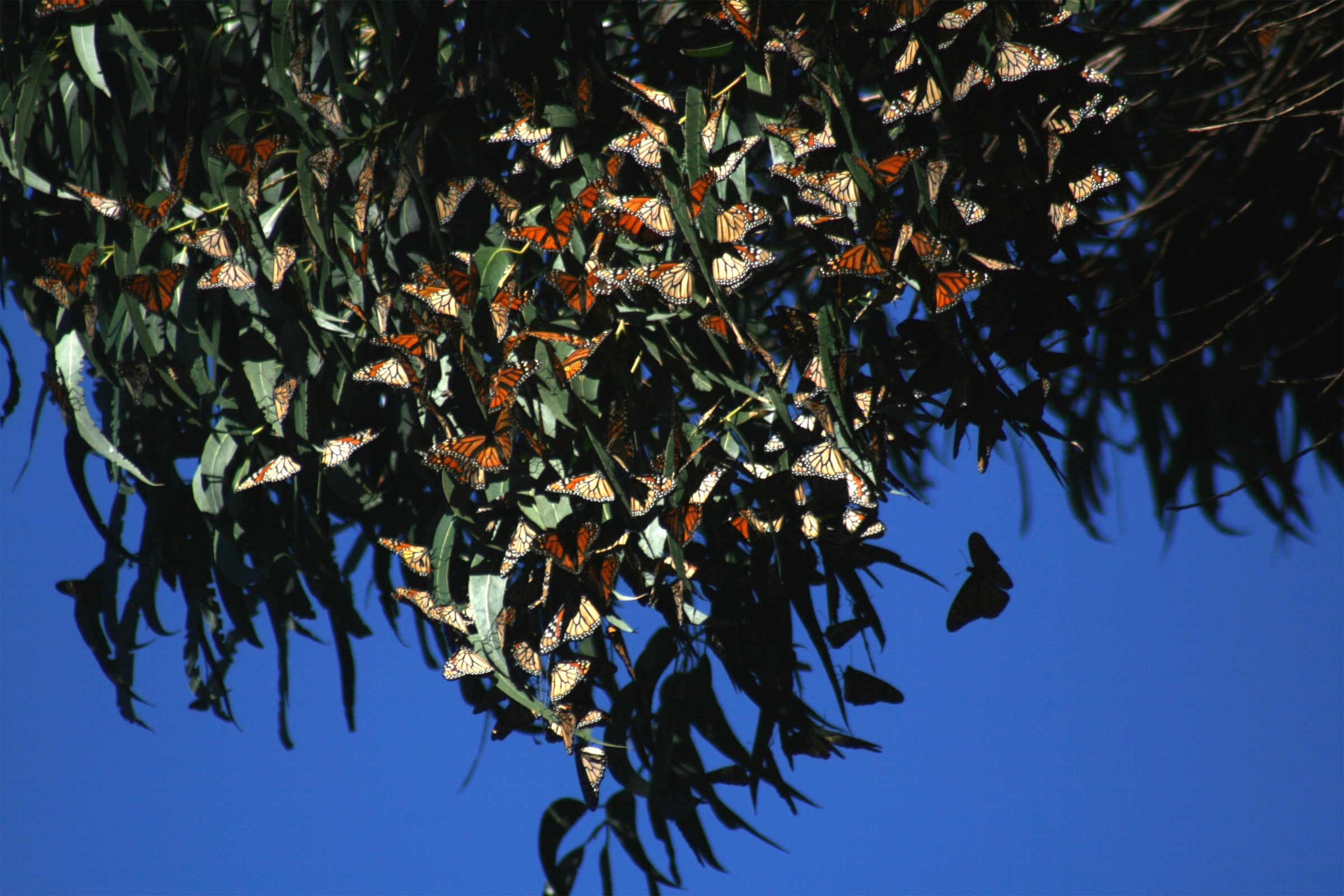
Monarque en cours de migration
Santa Cruz en Californie